# Stranska vas ob Višnjici
Stranska vas ob Višnjici este o localitate din comuna Ivančna Gorica, Slovenia, cu o populație de 57 de locuitori.